# Lírisfelli
Lírisfelli è un rilievo alto 351 metri sul mare situata sull'isola di Vágar, situata nell'arcipelago delle Isole Fær Øer, in Danimarca.